# Битва при Иссе (мозаика)
Алекса́ндрова моза́ика — римская напольная мозаика, обнаруженная в Доме Фавна в Помпеях. Ее создание относят примерно к 100 г. до н. э. Предполагается, что мозаика является копией картины Филоксена из Эретрии или Апеллеса, написанной в IV в. до н. э. Большинство источников  датируют мозаику второй половиной II в. до н. э., а точнее - 120—100 гг. На мозаике изображено сражение между войсками Александра Македонского и персидского царя Дария III. Размеры картины составляют 2,72 на 5,13 метров. Это произведение искусства сочетает в себе множество художественных традиций, таких как итальянские, эллинистические и романские. Хотя мозаику принято называть «римской», поскольку она была создана в период Римской республики и найдена на территории входившей в её состав, мозаику также считают копией эллинистического рисунка начала III в. до н. э. Оригинал хранится в Национальном археологическом музее Неаполя. 

## Мозаика

### Битва
На мозаике изображена битва между войсками Александра Македонского и персидского царя Дария III. На поле боя присутствуют более 50 мужчин. Согласно историческим фактам, Александр одержал победу в битве при Иссе, а двумя годами позже повторил свой успех в битве при Гавгамелах. Мозаику принято считать иллюстрацией именно битвы при Иссе.
Александрова мозаика, вероятно, была копией эллинистической греческой картины, сделанной в IV в. до н. э. Стиль мозаики можно считать греческим, так как портреты главных героев битвы изображены крупным планом. Обычно на греческих изображениях битв трудно определить героев баталии из-за изобилия персонажей. Существует мнение, что для интерпретации римской версии требуется сравнение ее с греческим оригиналом. Ученые не пришли к единому мнению по поводу уникальности и значимости римской копии. Также многие считают исследование римской копии в том же культурном и историческом контексте, что и греческий оригинал, спорным. Однако некоторые исследователи сошлись во мнении, что подобные разногласия в изучении вопроса лишают его исторического контекста, а также умаляют достижения римских художников. Мозаика считается копией картины Аристида Фиванского или потерянной фрески Филоксена из Эретрии конца IV в. до н. э. Последний упоминается Плинием Старшим в работе «Естественная история» (книга XXXV, 110) как мастер, исполняющий заказ македонского царя Кассандра по написанию картины «великой битвы».

### Александр и Дарий

#### Описание и анализ
Мозаика представляет собой собрание множества фигур на большом пространстве. Двумя наиболее видными и узнаваемыми фигурами являются Александр Великий и персидский царь Дарий III. Александр изображён в профиль на левой стороне мозаики. Он нарисован в действии с копьём в правой руке, которое отбирает вражеский кавалерист, сдерживая копьё под острым наконечником. Он пытается удержаться за оружие Александра, так как его лошадь умирает и падает на землю. Александр изображён с римским носом и серьезным взглядом. Правитель Македонии одет в нагрудник с горгонейоном, изображением головы Медузы Горгоны. Это может быть отсылкой к вере в магическую силу Медузы: в греческой мифологии она могла превращать людей в камень, поэтому изображение её головы использовали как защиту. Также изображение головы Медузы на нагруднике Александра Македонского можно интерпретировать как его божественное рождение. Эти символы можно считать подчёркивают силу Александра Великого на мозаике.
Александр седлает своего коня Буцефала. Царь показан с вьющимися волосами, изображенными мягкой текстурой. Описание его волос являлось типичным для греческой портретной живописи IV в. до н. э. Взор Александра устремлён на своего главного врага, персидского царя Дария. Стоит заметить, что на Александре нет военного шлема, что, возможно, указывает на его силу. После того как Александра Великого провозгласили царём Азии около 330 г. до н. э., он сделал реконструкцию королевского дворца. Стиль его костюма был переделан: появилась новая царская эмблема с акцентом на декаданс. Учёные считают, что у Александра было своеобразное представление о жизни Великого царя Азии, поэтому он и потребовал, чтобы его наряд был великолепным и производил впечатление на новые завоёванные народы. Александр намеревался занять место Дария на престоле царя Персии, используя авторитет среди своего войска.

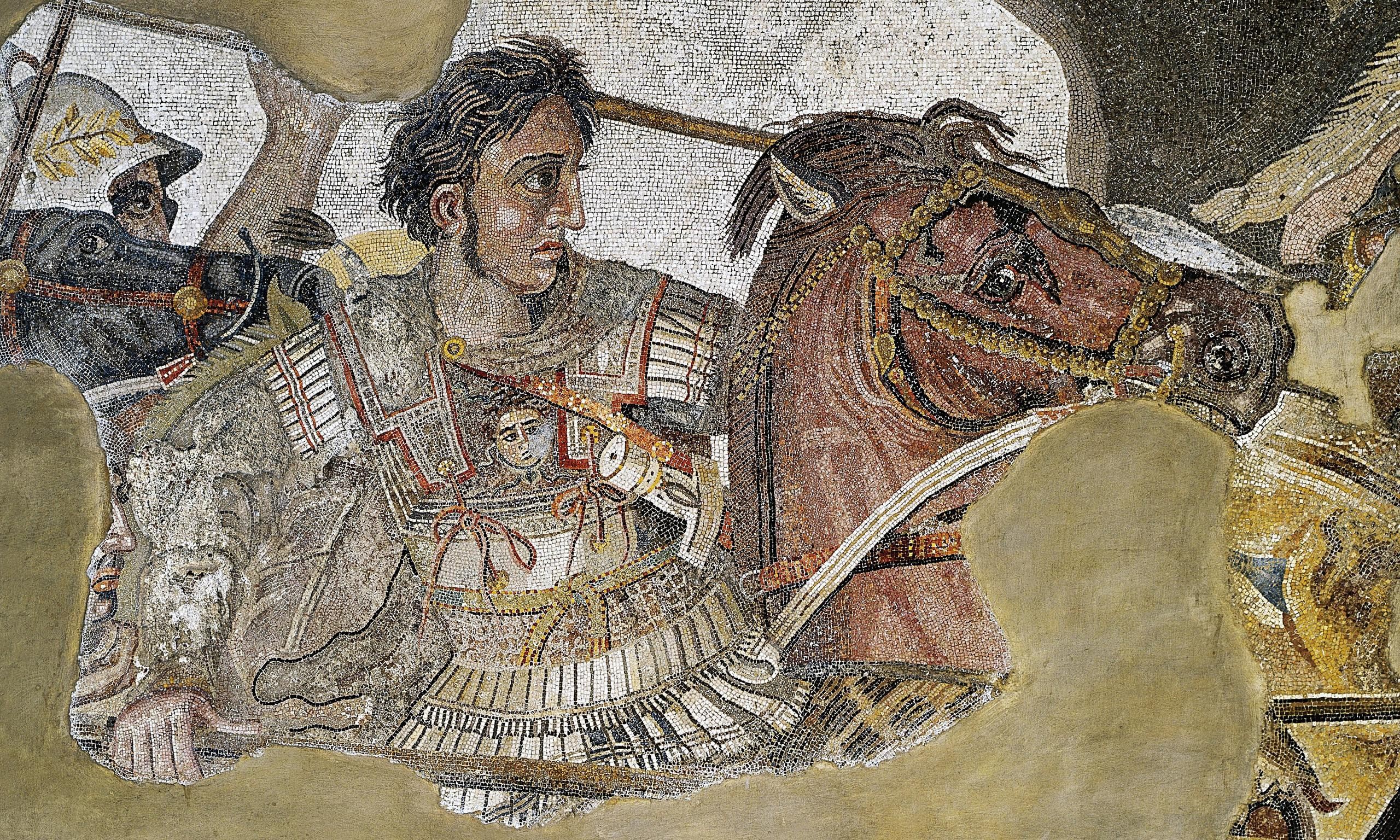
Изображение Александра Великого

Дарий является второй значимой фигурой на мозаике. Вместе со своим возничим персидский царь занимает большую часть на правой стороне изображения. Вокруг Дария располагается множество элементов мозаики. На заднем плане возничий Дария заставляет лошадь быстро бежать с места военных действий. На лице Дария чётко можно увидеть страх и нервозность, особенно по его сморщенному лбу и хмурому взгляду. В левой руке Дарий держит верёвку или поводья лошади, а правую руку он протягивает в сторону Александра. Прямо перед колесницей Дария находится воин, держащий поводья лошади, которая с поднятым хвостом также вызывает много внимания из-за своего развёрнутого положения. Вся сцена с войском Дария может служить намёком на их поражение и на слабое командование царя.

### Другие особенности
На мозаике также изображён брат Дария, Оксафр. Возможно, он пытается пожертвовать собой, чтобы спасти своего царя и старшего брата.

## История мозаики

### Производство

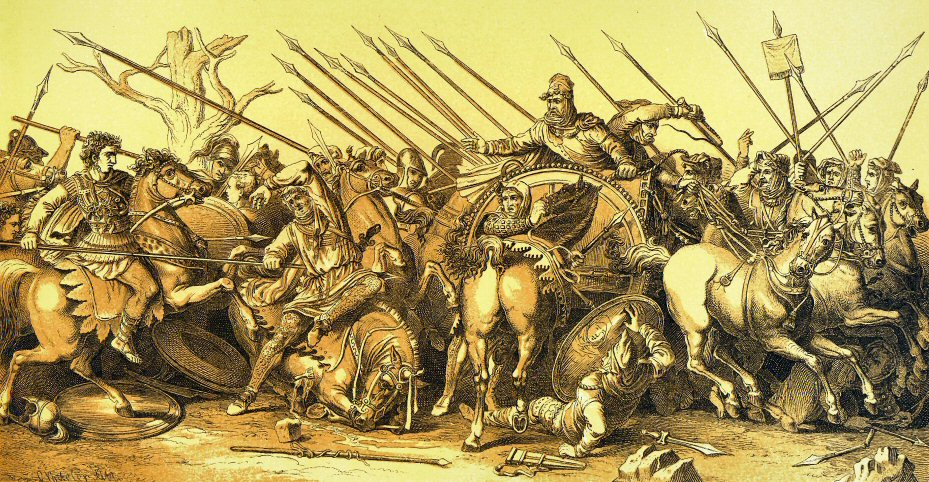
Реконструкция изображения мозаики, 1893 г.

Мозаика состоит из примерно полутора миллиона крошечных разноцветных тессер (мозаичные кубики древнеримской мозаики), расположенных в виде плавных изгибов, называемых opus vermiculatum (с лат. «работа червя», из-за схожести с изгибами червя при его медленных движениях). Цветовая гамма римских мозаик чрезвычайно богата своими градациями. Процесс подбора материала был достаточно сложным делом, так как цветовая гамма состояла исключительно из мрамора, имеющего природное происхождение. Эта мозаика является на редкость очень детализированной работой для тех времён и, скорее всего, была заказом состоятельного человека или семьи. Факт того, что изображение этой битвы было сделано для украшения дома римского жителя, доказывает бо́льшую важность фигуры Александра Великого для римлян, чем просто героического образа. Поскольку римские правители следовали за образом македонского царя, то простые римляне также стремились подражать той силе и власти, которую он представлял. Поскольку мозаика была расположена на полу комнаты, где хозяин принимал гостей, то это было первым элементом декора для входящего человека.